# Muscoviet
Het mineraal muscoviet is een kalium-aluminium-fyllosilicaat. Het is een veel voorkomende mica. De molecuulformule KAl2(AlSi3)O10(OH)2 komt het meest voor. Muscoviet is een verbinding van fyllosilicaten met kalium, aluminium en twee hydroxylgroepen en het komt in gehydrateerde vorm voor.
Het is een mica, een fyllosilicaat met een lagenstructuur die uit een laag van regelmatige viervlakken SiO4 bestaat die in zeshoekige ringen liggen. Ieder fyllosilicaat deelt dus een atoom met drie andere fyllosilicaten. De binding in de lagen is sterk, maar is tussen de lagen minder sterk, zodat het materiaal gemakkelijk in dunne, vaak doorzichtige lagen kan worden gekliefd. Alle mica's, dus ook muscoviet, kristalliseren in het monokliene kristalstelsel uit. In de kristalstructuur is een ingewikkelde stapeling van de lagen mogelijk, wat tot verschillende kristalvormen leidt. Het kan er op lijken dat het een trigonaal kristalstelsel heeft, maar dat is schijn.
Er komen in muscoviet isomorfe vervangingen voor, het meest:
- Voor kalium: Na, Rb, Cs, Ca, Ba, NH4
- Voor octahedrisch aluminium: Mg, Fe2+, Fe3+, Mn, Li, Cr: groene variant fuchsiet, Ti, V
- Voor hydroxide: F

Muscoviet is een van de meest voorkomende mica's en het komt in een grote verscheidenheid aan gesteenten voor, maar vooral in felsisch stollingsgesteente, zoals in graniet. Fuchsiet is een groene variant van muscoviet, waar veel chroom in voorkomt. 
Mica wordt als vuurvast materiaal gebruikt, bijvoorbeeld als raampjes in een kachel, en als dragermateriaal voor scanning probe-microscopie omdat het bij klieven een schoon oppervlak vormt dat atomair vlak is. Dat wil zeggen dat de ruwheid van het oppervlak in de orde van ångströms ligt.